# Arctia tigrina
Arctia tigrina là một loài bướm đêm thuộc phân họ Arctiinae, họ Erebidae.